# Bokosso
Bokosso (ou Bokoso, Bokosse, Wokosso, Bakoso) est un village du Cameroun situé dans le département de la Meme et la Région du Sud-Ouest. Il fait partie de la commune de Mbonge.

## Population
On y a dénombré 167 habitants en 1953, puis 100 en 1967, principalement des Bamboko.
Lors du recensement national de 2005, la localité comptait 355 habitants.